# Lago Höglwörther
El lago  (en alemán: Höglwörthersee) es un lago situado en la región administrativa de Alta Baviera, en el estado de Baviera (Alemania), a una elevación de 540 metros; tiene un área de 13.5 hectáreas. 
La abadía Höglwörther fue fundada en una isla de este lago en 1125, ahora la isla se ha convertido en península debido a la colmatación.